# Joe Potts
Joseph Potts III – brytyjski kierowca i konstruktor wyścigowy.

## Biografia
W latach 1930–1934 Potts był kierowcą wyścigowym, rywalizując samochodami Sunbeam. W 1949 roku Potts ścigał się samochodami Cooper. Rozczarowany ich osiągami, w 1950 roku założył firmę Joseph Potts Ltd i zdecydował się na konstruowanie, wraz z Williem Rogersonem, samochodów wyścigowych pod nazwą JP Mk I. Pojazdy te były podobne do Coopera Mk IV, chociaż nadwozie było nieco bardziej zaawansowane. Samochody te były napędzane silnikami Vincent. Zacieśniło to kontakty Pottsa z koncernem oraz wzmocniło entuzjazm Pottsa dotyczący wyścigów motocyklowych. Potts zakupił Nortona Manx i wystawił do dla George'a Browna (7 miejsce w wyścigu Senior TT w 1952), ponadto założył zespół motocyklowy oraz rozpoczął modyfikowanie silników Norton. W 1953 roku Potts rozpoczął współpracę z Bobem McIntyre’em, dla którego wystawiał zespół w motocyklowych mistrzostwach świata, w których również rozwijał i wystawiał motocykle pod nazwą Potts. Współpraca z McIntyre’em trwała do śmierci motocyklisty w 1962 roku.

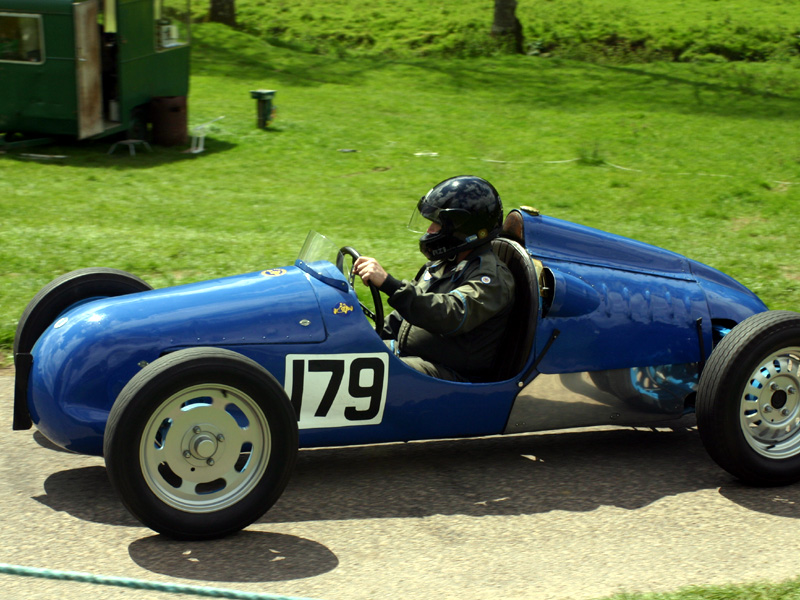
Samochód JP Formuły 3

W 1950 roku Potts zbudował dwa egzemplarze samochodu wyścigowego JP, a jednym z nich ścigał się on sam. Wkrótce później uruchomiono produkcję masową tych samochodów, a kierowcami byli m.in. Comish Hunter, David Blane, Ron Flockhart i Ninian Sanderson. Samochody były cięższe od Cooperów i nie osiągały tak dobrych wyników jak bolidy JBS i Kieft. Mimo to Flockhart odniósł pewne sukcesy, jak zwycięstwo w Ulster Trophy w 1951 roku. W 1952 roku wypuszczono nową wersję ze zmodyfikowanym zawieszeniem. Samochody JP były produkowane do 1955 roku; wyprodukowano ponad 30 egzamplarzy.